# Draw the Line (chanson)
Pour les articles homonymes, voir Draw the Line.
Singles de Aerosmith
Back in the Saddle King and Queens
Draw the Line est une chanson du groupe de hard rock américain Aerosmith sorti en 1977 sur l'album du même nom. Le single s'est classé à la quarantième place du Billboard alors que le single précédent était classé à la trente-huitième place.
Le groupe de thrash metal Testament a fait une reprise de cette chanson.